# Solanu
Solanu es el nombre de una variedad cultivar de manzano (Malus domestica). Esta manzana está cultivada en diversos viveros entre ellos algunos dedicados a conservación de árboles frutales en peligro de desaparición. Esta manzana es originaria del Principado de Asturias, donde tuvo su mejor época de cultivo comercial en la década de 1960, y actualmente en menor medida aún se encuentra.

## Sinónimos
- "Manzana Solanu".[5][7][8]

## Historia
Asturias presenta unas condiciones de clima y de suelos excelentes para el cultivo del manzano. De hecho, hasta mediados del siglo XX Asturias era la mayor productora de manzana de toda la península ibérica. Sin embargo, esa situación cambió como consecuencia de la aparición de nuevas zonas de cultivo en el nordeste peninsular y, sobre todo, a que en Asturias no se concretaron canales de comercialización adecuados.
'Solanu' es una variedad del Principado de Asturias. El cultivo del manzano en Asturias en superficies importantes se remonta a principios del siglo XX. Las plantaciones originales se realizaron con variedades indígenas ('Amandi', 'Carapanón', 'Chata Blanca', 'Reineta Caravia', 'Reineta Encarnada de Asturias' y otras), posteriormente se dio paso a otras variedades extranjeras como la 'Reineta de Canadá' que es la más cultivada actualmente en 2020.
'Solanu' está considerada incluida en las variedades locales autóctonas muy antiguas, cuyo cultivo se centraba en comarcas muy definidas. Se caracterizaban por su buena adaptación a sus ecosistemas y podrían tener interés genético en virtud de su adaptación. Se encontraban diseminadas por todas las regiones fruteras españolas, aunque eran especialmente frecuentes en la España húmeda. Estas se podían clasificar en dos subgrupos: de mesa y de sidra (aunque algunas tenían aptitud mixta).
'Solanu' es una variedad clasificada como de mesa, difundido su cultivo en el pasado por los viveros comerciales y cuyo cultivo en la actualidad se ha reducido a huertos familiares y jardines privados.

## Características
El manzano de la variedad 'Solanu' tiene un vigor Medio; florece a inicios de mayo; tubo del cáliz mediano, más bien triangular, y con los estambres sin rastro de su situación.
La variedad de manzana 'Solanu' tiene un fruto de tamaño medio; forma cónica, ventruda en su base, y con contorno levemente irregular; piel lisa y mate, si se la frota brilla levemente; con color de fondo verde-amarillo, sobre color medio, siendo el color del sobre color rojo intenso y rosa, importancia del sobre color alto, siendo su reparto en chapa / rayas, con chapa de tenue tono rosado en la parte de la insolación, con fuertes pinceladas radiales de color rojo intenso o vinoso que se reparten por todo el fruto, acusa punteado abundante, de tamaño pequeño y medio, ruginoso con aureola blanca, a veces, y según la madurez del fruto, se hace casi imperceptible, y con una sensibilidad al "russeting" (pardeamiento áspero superficial que presentan algunas variedades) débil; pedúnculo corto, pero sobrepasando los bordes, de grosor variable, casi siempre presenta uno o dos embriones de yemas en sus lados, anchura de la cavidad peduncular amplia o medianamente ancha, profundidad de la cavidad pedúncular de profundidad profunda, con bordes leve o marcadamente irregulares, chapa ruginosa de tono amarillo marrón que en algunos frutos sobrepasa la cavidad, y con importancia del "russeting" en cavidad peduncular media; anchura de la cavidad calicina estrecha, profundidad de la cav. calicina superficial o casi superficial, con bordes levemente ondulados, importancia del "russeting" en cavidad calicina muy débil; ojo cerrado o entreabierto; sépalos de base verdosa y partidos.
Carne de color blanco con fibras verdosas; textura crujiente, jugosa; sabor característico de la variedad, levemente acidulado; corazón  bulbiforme, desplazado. Eje cerrado o agrietado. Celdas grandes, semi-arriñonadas. Semillas cortas y muy redondeadas del lado contrario a su inserción.
La manzana 'Solanu' tiene una época de maduración y recolección tardía en el otoño-invierno, se recolecta desde mediados de octubre hasta mediados de noviembre, madura durante el invierno aguanta varios meses más. Tiene uso mixto pues se usa como manzana de mesa fresca, y también como manzana para elaboración de sidra.